# Ciclismo ai Giochi della XVIII Olimpiade - Velocità
La prova della velocità di ciclismo su pista dei Giochi della XVIII Olimpiade si è svolta dal 17 al 18 ottobre 1964 al velodromo di Hachiōji, in Giappone.

## Programma
| Data            | Round                  |
| --------------- | ---------------------- |
| 17 ottobre 1964 | Primo turno            |
| 17 ottobre 1964 | Recuperi primo turno   |
| 17 ottobre 1964 | Secondo turno          |
| 17 ottobre 1964 | Recuperi secondo turno |
| 18 ottobre 1964 | Quarti di finale       |
| 18 ottobre 1964 | Semifinali             |
| 18 ottobre 1964 | Finali                 |

## Risultati

### Primo turno
| Serie | Atleta                 | Nazione           | Pos. | Tempo | Note |
| ----- | ---------------------- | ----------------- | ---- | ----- | ---- |
| 1     | Pierre Trentin         | Francia           | 1    | 12"77 | Q    |
| 1     | Nguyễn Văn Châu        | Vietnam           | 2    |       |      |
| 1     | José Luis Tellez       | Messico           | 3    |       |      |
| 2     | Daniel Morelon         | Francia           | 1    | 12"84 | Q    |
| 2     | Eduardo Bustos         | Colombia          | 2    |       |      |
| 2     | Tan Thol               | Cambogia          | 3    |       |      |
| 3     | Sergio Bianchetto      | Italia            | 1    | 11"58 | Q    |
| 3     | Muhammad Hafeez        | Pakistan          | 2    |       |      |
| 3     | Suchha Singh           | India             | 3    |       |      |
| 4     | Patrick Sercu          | Belgio            | 1    | 11"67 | Q    |
| 4     | Oscar García           | Argentina         | 2    |       |      |
| 4     | Amar Singh Billing     | India             | 3    |       |      |
| 5     | Ivan Kučírek           | Cecoslovacchia    | 1    | 11"60 | Q    |
| 5     | Roger Gibbon           | Trinidad e Tobago | 2    |       |      |
| 5     | Alan Grieco            | Stati Uniti       | 3    |       |      |
| 6     | Karl Barton            | Gran Bretagna     | 1    | 12"68 | Q    |
| 6     | Richárd Bicskey        | Ungheria          | 2    |       |      |
| 6     | Carlos Alberto Vázquez | Argentina         | -    |       |      |
| 7     | Giovanni Pettenella    | Italia            | 1    | 11"40 | Q    |
| 7     | Fitzroy Hoyte          | Trinidad e Tobago | 2    |       |      |
| 7     | Tim Phivana            | Cambogia          | 3    |       |      |
| 8     | Omar Pkhak'adze        | Unione Sovietica  | 1    | 12"26 | Q    |
| 8     | Willi Fuggerer         | Germania          | 2    |       |      |
| 8     | Peder Pedersen         | Danimarca         | 3    |       |      |
| 9     | Valery Khitrov         | Unione Sovietica  | 1    | 11"54 | Q    |
| 9     | Christopher Church     | Gran Bretagna     | 2    |       |      |
| 9     | Arie de Graaf          | Paesi Bassi       | 3    |       |      |
| 10    | Katsuhiko Sato         | Giappone          | 1    | 11"92 | Q    |
| 10    | José Mercado           | Messico           | 2    |       |      |
| 10    | Jackie Simes           | Stati Uniti       | 3    |       |      |
| 11    | Thomas Harrison        | Australia         | 1    | 11"60 | Q    |
| 11    | Pieter van der Touw    | Paesi Bassi       | 2    |       |      |
| 11    | Ferenc Habony          | Ungheria          | 3    |       |      |
| 12    | Mario Vanegas          | Colombia          | 1    | 12"09 | Q    |
| 12    | Gordon Johnson         | Australia         | 2    |       |      |
| 12    | Zbysław Zając          | Polonia           | 3    |       |      |
| 13    | Ulrich Schillinger     | Germania          | 1    | 12"60 | Q    |
| 13    | Niels Fredborg         | Danimarca         | 2    |       |      |
| 13    | Tsuyoshi Kawachi       | Giappone          | 3    |       |      |

### Recuperi primo turno
| Serie | Atleta              | Nazione           | Pos. | Tempo | Note |
| ----- | ------------------- | ----------------- | ---- | ----- | ---- |
| 1     | Oscar García        | Argentina         | 1    | 12"16 | Q    |
| 1     | Fitzroy Hoyte       | Trinidad e Tobago | 2    |       |      |
| 1     | José Luis Tellez    | Messico           | 3    |       |      |
| 2     | Roger Gibbon        | Trinidad e Tobago | 1    | 11"65 | Q    |
| 2     | Tsuyoshi Kawachi    | Giappone          | 2    |       |      |
| 2     | Tim Phivana         | Cambogia          | 3    |       |      |
| 3     | Zbysław Zając       | Polonia           | 1    | 12"31 | Q    |
| 3     | Nguyễn Văn Châu     | Vietnam           | 2    |       |      |
| 3     | Amar Singh Billing  | India             | 3    |       |      |
| 4     | Tan Thol            | Cambogia          | 1    | 13"00 | Q    |
| 4     | Richárd Bicskey     | Ungheria          | 2    |       |      |
| 4     | Christopher Church  | Gran Bretagna     | 3    |       |      |
| 5     | Niels Fredborg      | Danimarca         | 1    | 12"31 | Q    |
| 5     | Alan Grieco         | Stati Uniti       | 2    |       |      |
| 5     | José Mercado        | Messico           | 3    |       |      |
| 6     | Willi Fuggerer      | Germania          | 1    | 12"69 | Q    |
| 6     | Jackie Simes        | Stati Uniti       | 2    |       |      |
| 7     | Peder Pedersen      | Danimarca         | 1    | 11"61 | Q    |
| 7     | Muhammad Hafeez     | Pakistan          | 2    |       |      |
| 8     | Arie de Graaf       | Paesi Bassi       | 1    | 12"21 | Q    |
| 8     | Suchha Singh        | India             | 2    |       |      |
| 9     | Pieter van der Touw | Paesi Bassi       | 1    | 12"48 | Q    |
| 9     | Eduardo Bustos      | Colombia          | 2    |       |      |
| 10    | Gordon Johnson      | Australia         | 1    | 12"20 | Q    |
| 10    | Ferenc Habony       | Ungheria          | 2    |       |      |

### Finali recuperi primo turno
| Serie | Atleta              | Nazione           | Pos. | Tempo | Note |
| ----- | ------------------- | ----------------- | ---- | ----- | ---- |
| 1     | Zbysław Zając       | Polonia           | 1    | 12"09 | Q    |
| 1     | Oscar García        | Argentina         | 2    |       |      |
| 2     | Niels Fredborg      | Danimarca         | 1    | 12"25 | Q    |
| 2     | Tan Thol            | Cambogia          | 2    |       |      |
| 3     | Peder Pedersen      | Danimarca         | 1    | 11"91 | Q    |
| 3     | Pieter van der Touw | Paesi Bassi       | 2    |       |      |
| 4     | Roger Gibbon        | Trinidad e Tobago | 1    | 11"35 | Q    |
| 4     | Arie de Graaf       | Paesi Bassi       | 2    |       |      |
| 5     | Willi Fuggerer      | Germania          | 1    | 11"52 | Q    |
| 5     | Gordon Johnson      | Australia         | 2    |       |      |

### Secondo turno
| Serie | Atleta              | Nazione           | Pos. | Tempo | Note |
| ----- | ------------------- | ----------------- | ---- | ----- | ---- |
| 1     | Mario Vanegas       | Colombia          | 1    | 12"07 | Q    |
| 1     | Omar Pkhak'adze     | Unione Sovietica  | 2    |       |      |
| 1     | Pierre Trentin      | Francia           | 3    |       |      |
| 2     | Daniel Morelon      | Francia           | 1    | 11"93 | Q    |
| 2     | Niels Fredborg      | Danimarca         | 2    |       |      |
| 2     | Karl Barton         | Gran Bretagna     | 3    |       |      |
| 3     | Sergio Bianchetto   | Italia            | 1    | 11"83 | Q    |
| 3     | Ulrich Schillinger  | Germania          | 2    |       |      |
| 3     | Peder Pedersen      | Danimarca         | 3    |       |      |
| 4     | Patrick Sercu       | Belgio            | 1    | 11"43 | Q    |
| 4     | Thomas Harrison     | Australia         | 2    |       |      |
| 4     | Roger Gibbon        | Trinidad e Tobago | 3    |       |      |
| 5     | Zbysław Zając       | Polonia           | 1    | 12"06 | Q    |
| 5     | Valery Khitrov      | Unione Sovietica  | 2    |       |      |
| 5     | Giovanni Pettenella | Italia            | 3    |       |      |
| 6     | Willi Fuggerer      | Germania          | 1    | 12"15 | Q    |
| 6     | Ivan Kučírek        | Cecoslovacchia    | 2    |       |      |
| 6     | Katsuhiko Sato      | Giappone          | 3    |       |      |

### Recupero secondo turno
| Serie | Atleta              | Nazione           | Pos. | Tempo | Note |
| ----- | ------------------- | ----------------- | ---- | ----- | ---- |
| 1     | Pierre Trentin      | Francia           | 1    | 12"81 | Q    |
| 1     | Karl Barton         | Gran Bretagna     | 2    |       |      |
| 1     | Roger Gibbon        | Trinidad e Tobago | -    | Rit.  |      |
| 2     | Giovanni Pettenella | Italia            | 1    | 12"06 | Q    |
| 2     | Ulrich Schillinger  | Germania          | 2    |       |      |
| 2     | Niels Fredborg      | Danimarca         | 3    |       |      |
| 3     | Omar Pkhak'adze     | Unione Sovietica  | 1    | 11"70 | Q    |
| 3     | Thomas Harrison     | Australia         | 2    |       |      |
| 3     | Katsuhiko Sato      | Giappone          | 3    |       |      |
| 4     | Valery Khitrov      | Unione Sovietica  | 1    | 11"45 | Q    |
| 4     | Ivan Kučírek        | Cecoslovacchia    | 2    |       |      |
| 4     | Peder Pedersen      | Danimarca         | 3    |       |      |

### Finali recupero secondo turno
| Serie | Atleta              | Nazione          | Pos. | Tempo | Note |
| ----- | ------------------- | ---------------- | ---- | ----- | ---- |
| 1     | Pierre Trentin      | Francia          | 1    | 11"88 | Q    |
| 1     | Valery Khitrov      | Unione Sovietica | 2    |       |      |
| 2     | Giovanni Pettenella | Italia           | 1    | 11"71 | Q    |
| 2     | Omar Pkhak'adze     | Unione Sovietica | 2    |       |      |

### Quarti di finali
| Serie | Atleta              | Nazione  | Pos. | 1ª manche | 2ª manche | 3ª manche | Note |
| ----- | ------------------- | -------- | ---- | --------- | --------- | --------- | ---- |
| 1     | Daniel Morelon      | Francia  | 1    | 12"69     | 12"18     |           | Q    |
| 1     | Zbysław Zając       | Polonia  | 2    |           |           |           |      |
| 2     | Sergio Bianchetto   | Italia   | 1    | 13"00     | 12"31     |           | Q    |
| 2     | Mario Vanegas       | Colombia | 2    |           |           |           |      |
| 3     | Giovanni Pettenella | Italia   | 1    | 12"03     | 11"57     |           | Q    |
| 3     | Patrick Sercu       | Belgio   | 2    |           |           |           |      |
| 4     | Pierre Trentin      | Francia  | 1    |           | 12"58     | 12"72     | Q    |
| 4     | Willi Fuggerer      | Germania | 2    | 12"52     |           |           |      |

### Semifinali
| Serie | Atleta              | Nazione | Pos. | 1ª manche | 2ª manche | 3ª manche | Note |
| ----- | ------------------- | ------- | ---- | --------- | --------- | --------- | ---- |
| 1     | Giovanni Pettenella | Italia  | 1    |           | VS        | 12"74     | Q    |
| 1     | Pierre Trentin      | Francia | 2    | 12"89     |           |           |      |
| 2     | Sergio Bianchetto   | Italia  | 1    | 12"53     |           | 12"91     | Q    |
| 2     | Daniel Morelon      | Francia | 2    |           | 11"83     |           |      |

### Finali
| Atleta              | Nazione | Pos.    | 1ª manche | 2ª manche | 3ª manche |
| ------------------- | ------- | ------- | --------- | --------- | --------- |
| 1&2 posto           |         |         |           |           |           |
| Giovanni Pettenella | Italia  | Oro     | 13"85     | 13"69     |           |
| Sergio Bianchetto   | Italia  | Argento |           |           |           |
| 3&4 posto           |         |         |           |           |           |
| Daniel Morelon      | Francia | Bronzo  |           | 11"58     | 13"85     |
| Pierre Trentin      | Francia | 4       | 11"42     |           |           |